# Dedina Mládeže
Dedina Mládeže (Hongaars:Ifjúságfalva) is een Slowaakse gemeente in de regio Nitra, en maakt deel uit van het district Komárno.
Dedina Mládeže telt 499 inwoners.

## Foto's

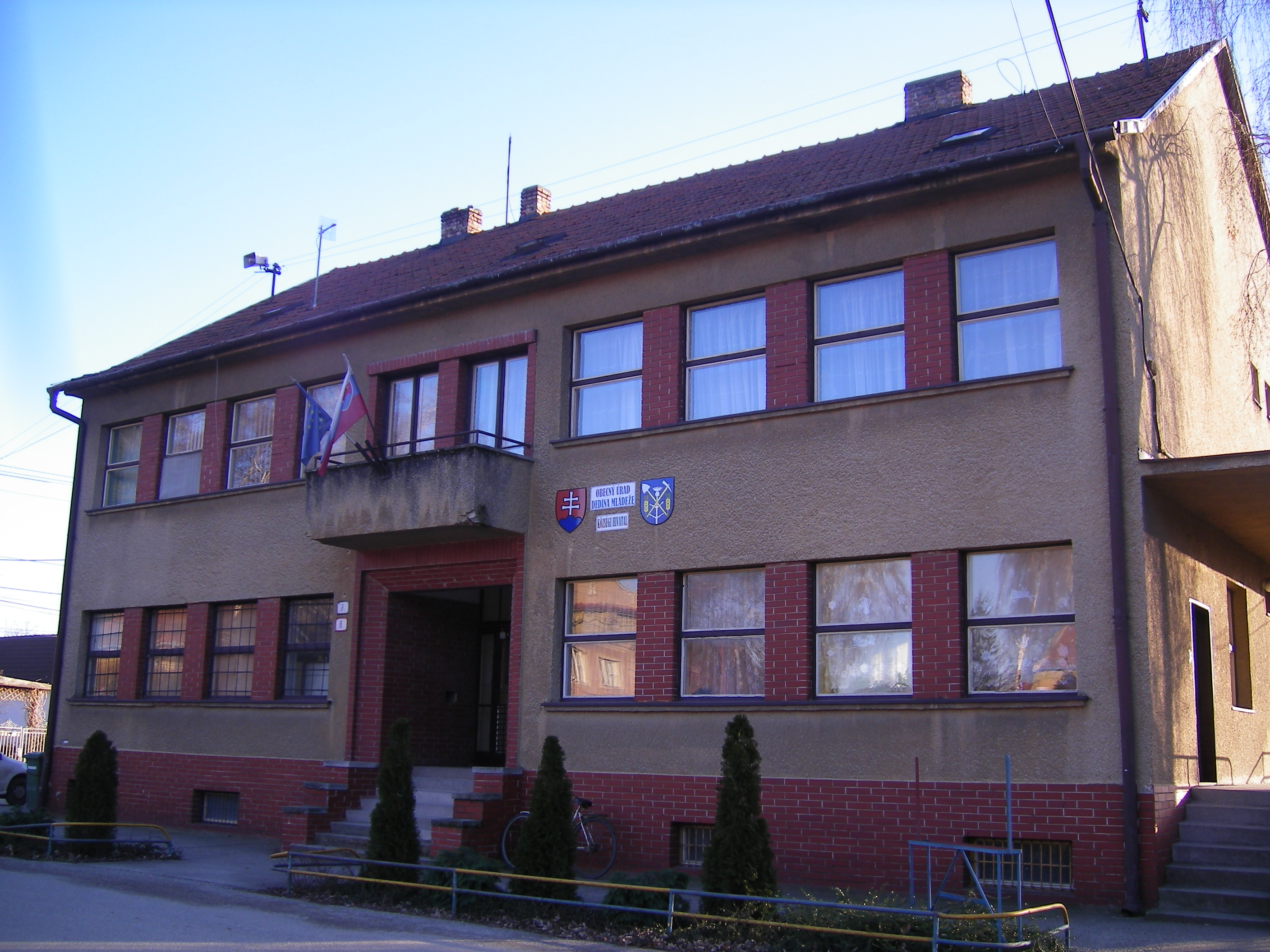
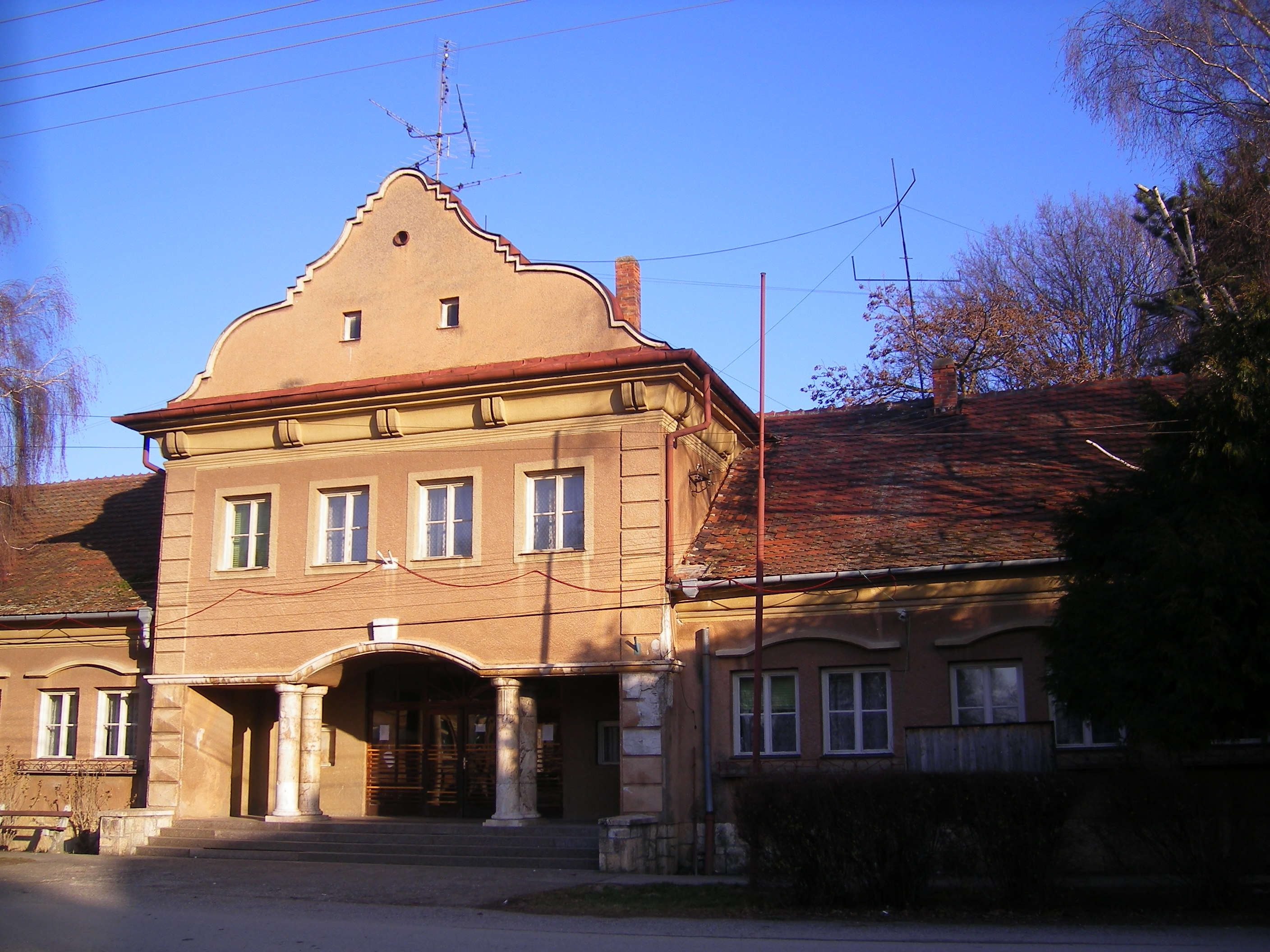
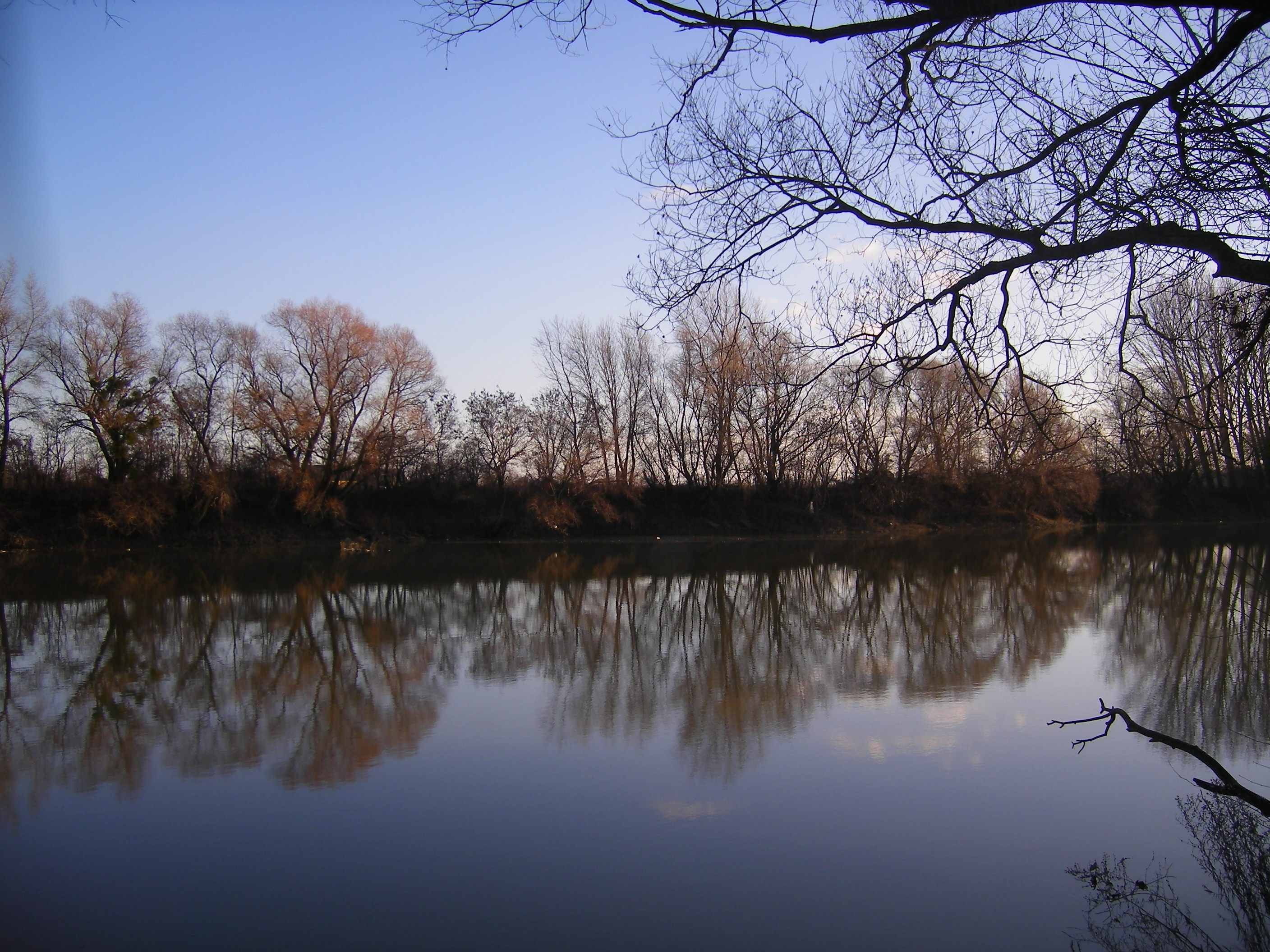